# 17e étape du Tour de France 1998
Pour un article plus général, voir Tour de France 1998.
La dix-septième étape du Tour de France a eu lieu le 29 juillet 1998 entre Albertville et Aix-les-Bains sur 149 km de course. Elle a été entièrement neutralisée par les coureurs pour protester contre la mise en garde à vue des coureurs de l'équipe TVM. 3 équipes se retirent du Tour de France : ONCE, Banesto et Riso Scotti.

## Profil

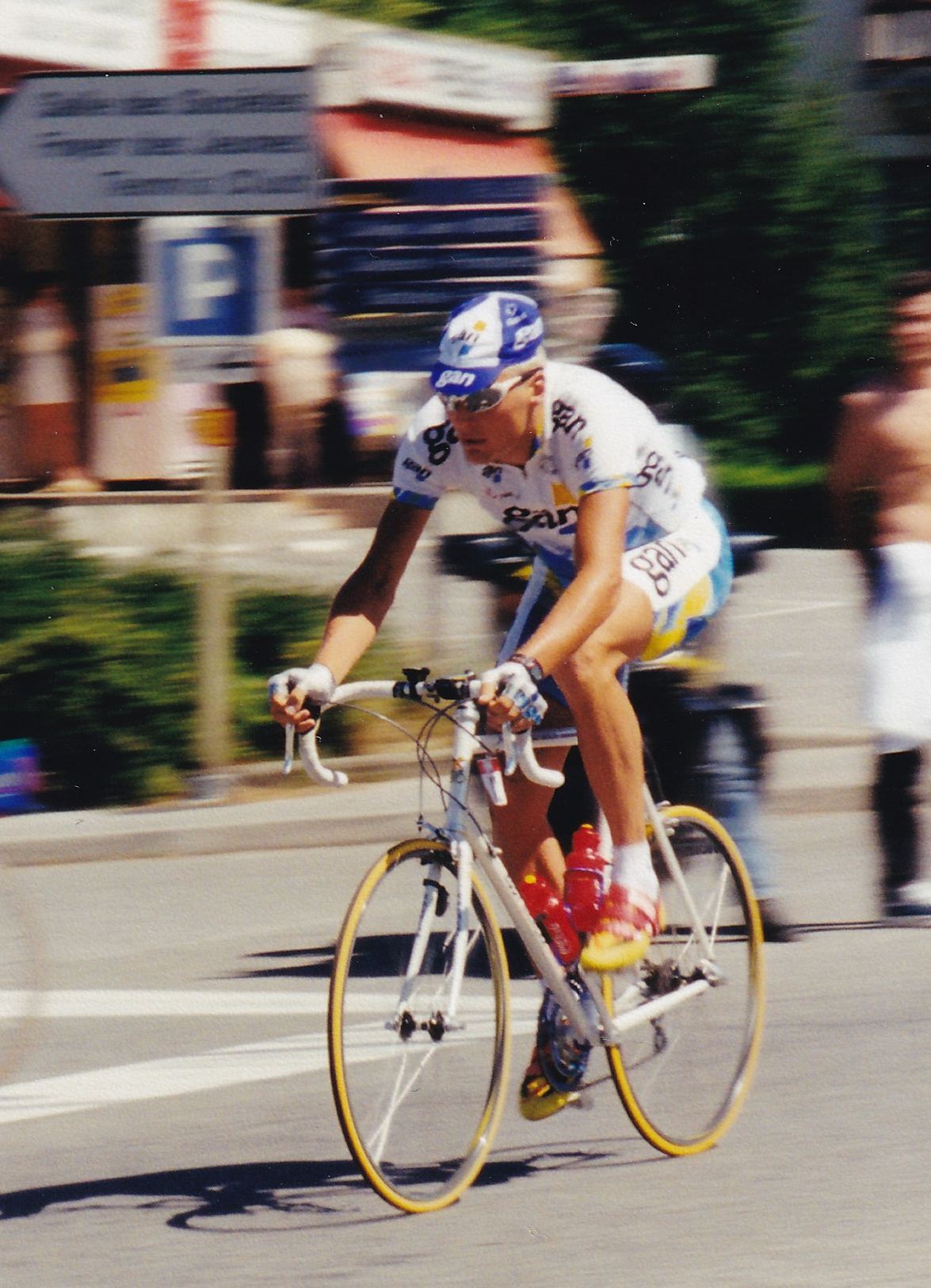
Magnus Bäckstedt repartant après la grève des coureurs dans la commune de Saint-Jorioz.

L'étape devait être une étape de montagne, avec trois ascensions : le Crêt de Chatillon, ascension inédite classée en 1re catégorie, le col des Prés, classé en 3e catégorie, et enfin le mont Revard, classé en 1re catégorie.

## Déroulement de la course
Six jours après la protestation des coureurs lors de la 12e étape du Tour de France 1998, le peloton décide de protester à nouveau contre la mise en garde à vue des coureurs de l'équipe TVM, survenue la veille. Au 32e kilomètre de l'épreuve, le peloton met pied à terre à Semnoz,. À cet arrêt, trois équipes se retirent du Tour de France : ONCE, Banesto et Riso Scotti.
Les coureurs repartent et s'arrête de nouveau au sommet du Semnoz, sous les huées du public. Le peloton termine l'épreuve à 19 h, laissant l'équipe TVM passer symboliquement l'arrivée en premier. La course est neutralisée par la direction de course et n'est pas prise en compte dans le classement général.

## Classement de l'étape
Sans objet pour cette étape.

## Classement général
L'étape étant neutralisée, pas de changement au classement général.
| \| Classement général \| Classement général \| Classement général \| Classement général \| Classement général \| \| Coureur \| Coureur \| Pays \| Équipe \| Temps \| \| ------------------ \| ------------------ \| ------------------ \| ------------------------------- \| ------------------ \| \| 1er \| Marco Pantani \| Italie \| Mercatone Uno-Bianchi \| 77 h 38 min 24 s \| \| 2e \| Bobby Julich \| États-Unis \| Cofidis-Le Crédit par Téléphone \| + 5 min 42 s \| \| 3e \| Jan Ullrich \| Allemagne \| Deutsche Telekom \| + 5 min 56 s \| \| 4e \| Fernando Escartín \| Espagne \| Kelme-Costa Blanca \| + 6 min 03 s \| \| 5e \| Christophe Rinero \| France \| Cofidis-Le Crédit par Téléphone \| + 8 min 01 s \| \| 6e \| Michael Boogerd \| Pays-Bas \| Rabobank \| + 8 min 05 s \| \| 7e \| Rodolfo Massi \| Italie \| Casino \| + 12 min 15 s \| \| 8e \| Jean-Cyril Robin \| France \| US Postal Service \| + 12 min 34 s \| \| 9e \| Leonardo Piepoli \| Italie \| Saeco-Cannondale \| + 12 min 45 s \| \| 10e \| Roland Meier \| Suisse \| Cofidis-Le Crédit par Téléphone \| + 13 min 19 s \| |                   |            |                                 |                  |
| |                   |            |                                 |                  |
| |                   |            |                                 |                  |
| Classement général |                   |            |                                 |                  |
| Coureur | Coureur           | Pays       | Équipe                          | Temps            |
| 1er | Marco Pantani     | Italie     | Mercatone Uno-Bianchi           | 77 h 38 min 24 s |
| 2e | Bobby Julich      | États-Unis | Cofidis-Le Crédit par Téléphone | + 5 min 42 s     |
| 3e | Jan Ullrich       | Allemagne  | Deutsche Telekom                | + 5 min 56 s     |
| 4e | Fernando Escartín | Espagne    | Kelme-Costa Blanca              | + 6 min 03 s     |
| 5e | Christophe Rinero | France     | Cofidis-Le Crédit par Téléphone | + 8 min 01 s     |
| 6e | Michael Boogerd   | Pays-Bas   | Rabobank                        | + 8 min 05 s     |
| 7e | Rodolfo Massi     | Italie     | Casino                          | + 12 min 15 s    |
| 8e | Jean-Cyril Robin  | France     | US Postal Service               | + 12 min 34 s    |
| 9e | Leonardo Piepoli  | Italie     | Saeco-Cannondale                | + 12 min 45 s    |
| 10e | Roland Meier      | Suisse     | Cofidis-Le Crédit par Téléphone | + 13 min 19 s    |

## Classements annexes
| Classement par points | Classement par points | Classement par points | Classement par points          | Classement par points |
| Coureur               | Coureur               | Pays                  | Équipe                         | Points                |
| --------------------- | --------------------- | --------------------- | ------------------------------ | --------------------- |
| 1er                   | Erik Zabel            | Allemagne             | Deutsche Telekom               | 272 pts               |
| 2e                    | Tom Steels            | Belgique              | Mapei-Bricobi                  | 161 pts               |
| 3e                    | Stuart O'Grady        | Australie             | Gan                            | 151 pts               |
| 4e                    | Robbie McEwen         | Australie             | Rabobank                       | 144 pts               |
| 5e                    | Nicola Minali         | Italie                | Riso Scotti-MG Boys Maglificio | 134 pts               |

| Classement par points | Classement par points | Classement par points | Classement par points          | Classement par points |
| Coureur               | Coureur               | Pays                  | Équipe                         | Points                |
| --------------------- | --------------------- | --------------------- | ------------------------------ | --------------------- |
| 1er                   | Erik Zabel            | Allemagne             | Deutsche Telekom               | 272 pts               |
| 2e                    | Tom Steels            | Belgique              | Mapei-Bricobi                  | 161 pts               |
| 3e                    | Stuart O'Grady        | Australie             | Gan                            | 151 pts               |
| 4e                    | Robbie McEwen         | Australie             | Rabobank                       | 144 pts               |
| 5e                    | Nicola Minali         | Italie                | Riso Scotti-MG Boys Maglificio | 134 pts               |

| Classement de la montagne | Classement de la montagne | Classement de la montagne | Classement de la montagne       | Classement de la montagne |
| Coureur                   | Coureur                   | Pays                      | Équipe                          | Points                    |
| ------------------------- | ------------------------- | ------------------------- | ------------------------------- | ------------------------- |
| 1er                       | Rodolfo Massi             | Italie                    | Casino                          | 335 pts                   |
| 2e                        | Christophe Rinero         | France                    | Cofidis-Le Crédit par Téléphone | 197 pts                   |
| 3e                        | Marco Pantani             | Italie                    | Mercatone Uno-Bianchi           | 175 pts                   |
| 4e                        | Alberto Elli              | Italie                    | Casino                          | 165 pts                   |
| 5e                        | Stéphane Heulot           | France                    | La Française des jeux           | 147 pts                   |

| Classement de la montagne | Classement de la montagne | Classement de la montagne | Classement de la montagne       | Classement de la montagne |
| Coureur                   | Coureur                   | Pays                      | Équipe                          | Points                    |
| ------------------------- | ------------------------- | ------------------------- | ------------------------------- | ------------------------- |
| 1er                       | Rodolfo Massi             | Italie                    | Casino                          | 335 pts                   |
| 2e                        | Christophe Rinero         | France                    | Cofidis-Le Crédit par Téléphone | 197 pts                   |
| 3e                        | Marco Pantani             | Italie                    | Mercatone Uno-Bianchi           | 175 pts                   |
| 4e                        | Alberto Elli              | Italie                    | Casino                          | 165 pts                   |
| 5e                        | Stéphane Heulot           | France                    | La Française des jeux           | 147 pts                   |

| Classement du meilleur jeune | Classement du meilleur jeune | Classement du meilleur jeune | Classement du meilleur jeune    | Classement du meilleur jeune |
| Coureur                      | Coureur                      | Pays                         | Équipe                          | Temps                        |
| ---------------------------- | ---------------------------- | ---------------------------- | ------------------------------- | ---------------------------- |
| 1er                          | Jan Ullrich                  | Allemagne                    | Deutsche Telekom                | 77 h 44 min 20 s             |
| 2e                           | Christophe Rinero            | France                       | Cofidis-Le Crédit par Téléphone | + 2 min 05 s                 |
| 3e                           | Giuseppe Di Grande           | Italie                       | Mapei-Bricobi                   | + 9 min 17 s                 |
| 4e                           | Santiago Blanco              | Espagne                      | Vitalicio Seguros               | + 19 min 15 s                |
| 5e                           | Jörg Jaksche                 | Allemagne                    | Polti                           | + 22 min 39 s                |

| Classement du meilleur jeune | Classement du meilleur jeune | Classement du meilleur jeune | Classement du meilleur jeune    | Classement du meilleur jeune |
| Coureur                      | Coureur                      | Pays                         | Équipe                          | Temps                        |
| ---------------------------- | ---------------------------- | ---------------------------- | ------------------------------- | ---------------------------- |
| 1er                          | Jan Ullrich                  | Allemagne                    | Deutsche Telekom                | 77 h 44 min 20 s             |
| 2e                           | Christophe Rinero            | France                       | Cofidis-Le Crédit par Téléphone | + 2 min 05 s                 |
| 3e                           | Giuseppe Di Grande           | Italie                       | Mapei-Bricobi                   | + 9 min 17 s                 |
| 4e                           | Santiago Blanco              | Espagne                      | Vitalicio Seguros               | + 19 min 15 s                |
| 5e                           | Jörg Jaksche                 | Allemagne                    | Polti                           | + 22 min 39 s                |

| Classement par équipes | Classement par équipes          | Classement par équipes | Classement par équipes |
| Équipe                 | Équipe                          | Pays                   | Temps                  |
| ---------------------- | ------------------------------- | ---------------------- | ---------------------- |
| 1re                    | Cofidis-Le Crédit par Téléphone | France                 | 232 h 54 min 17 s      |
| 2e                     | Deutsche Telekom                | Allemagne              | + 44 min 09 s          |
| 3e                     | Casino                          | France                 | + 52 min 04 s          |
| 4e                     | Lotto-Mobistar                  | Belgique               | + 58 min 30 s          |
| 5e                     | Polti                           | Italie                 | + 1 h 11 min 46 s      |

| Classement par équipes | Classement par équipes          | Classement par équipes | Classement par équipes |
| Équipe                 | Équipe                          | Pays                   | Temps                  |
| ---------------------- | ------------------------------- | ---------------------- | ---------------------- |
| 1re                    | Cofidis-Le Crédit par Téléphone | France                 | 232 h 54 min 17 s      |
| 2e                     | Deutsche Telekom                | Allemagne              | + 44 min 09 s          |
| 3e                     | Casino                          | France                 | + 52 min 04 s          |
| 4e                     | Lotto-Mobistar                  | Belgique               | + 58 min 30 s          |
| 5e                     | Polti                           | Italie                 | + 1 h 11 min 46 s      |

## Abandons
La Française des jeux
- Maximilian Sciandri (non-partant)

ONCE
- Laurent Jalabert (non-partant)
- Rafael Díaz Justo (non-partant)
- Herminio Díaz Zabala (non-partant)
- Marcelino García (non-partant)
- Francisco Javier Mauleón (non-partant)
- Luis Pérez Rodríguez (non-partant)
- Roberto Sierra (non-partant)

Banesto
- Marino Alonso (non-partant)
- Manuel Beltrán (non-partant)
- José Vicente García Acosta (non-partant)*
- Miguel Ángel Peña (non-partant)
- Orlando Rodrigues (non-partant)
- César Solaun (non-partant)

Riso Scotti
- Ermanno Brignoli (non-partant)
- Nicola Minali (non-partant)
- Alessandro Spezialetti (non-partant)